# 李儀古
李儀古（？—1663年），號悟西，直隸任丘縣人。清朝政治人物，同進士出身。

## 生平
順治六年（1649年），登進士，改庶吉士，散館授翰林院檢討。官至侍讀學士。康熙二年（1663年）病卒，有《尚友山房文集》，《纶音汇记》。